# Le Fils de Saul
Ne doit pas être confondu avec Le Fils de Paul.
Pour plus de détails, voir Fiche technique et Distribution.
Le Fils de Saul (en hongrois : Saul fia) est un film dramatique hongrois coécrit et réalisé par László Nemes, sorti en 2015.
Le film est sélectionné en compétition au Festival de Cannes 2015 où il remporte le Grand prix et le prix FIPRESCI. Il est récompensé par l'Oscar du meilleur film en langue étrangère à la 88e cérémonie des Oscars en 2016.

## Synopsis
Le film montre, début octobre 1944, deux journées de la vie de Saul Ausländer, prisonnier juif hongrois à Auschwitz. Il fait partie du Sonderkommando de l'un des fours crématoires, groupe de prisonniers strictement séparés du reste du camp et qui, tout en attendant leur propre exécution à tout moment, est forcé de participer à la crémation et à la dispersion des cendres des victimes de l'extermination massive. Saul s’imagine reconnaître son fils dans un enfant mort, et décide de tenter de le sauver de l'incinération et d'entrer en contact avec un rabbin, avec qui il l'enterrera selon le rite approprié. Entre-temps, le Sonderkommando désespéré se prépare à se révolter et à saccager le crématorium, mais Saul se détourne d'eux et a pour seule obsession de mener à bien son projet, pour son fils imaginé,,.

## Fiche technique
- Titre français : Le Fils de Saul
- Titre original : Saul fia
- Réalisation : László Nemes
- Scénario : László Nemes et Clara Royer
- Direction artistique : László Rajk
- Décors : Hedvig Kiraly
- Costumes : Edit Szűcs
- Photographie : Mátyás Erdély
- Son : Tamás Zányi
- Montage : Matthieu Taponier
- Musique : László Melis
- Production : Gábor Rajna et Gábor Sipos
- Sociétés de production : Laokoon Filmgroup ; Hungarian Film Fund et Laokoon Film Arts (coproductions)
- Sociétés de distribution : Mozinet (Hongrie) ; Ad Vitam (France)
- Pays d'origine :  Hongrie
- Langue originale : hongrois, yiddish, allemand et polonais
- Format : couleur - 1,37:1 - Son Dolby SRD ; DCP- 5.1 - 35 mm
- Genre : drame
- Durée : 107 minutes
- Dates de sortie :
  - France : 15 mai 2015 (Festival de Cannes) ; 4 novembre 2015 (sortie nationale)
  - Hongrie : 11 juin 2015
- Interdit aux moins de 12 ans

## Distribution
- Géza Röhrig : Saul
- Levente Molnár : Abraham
- Urs Rechn : Biedermann
- Todd Charmont : Braun
- Sándor Zsótér : le docteur Miklós Nyiszli
- Uwe Lauer : Voss
- Juli Jakab : Ella
- Björn Freiberg :
- Christian Harting (en) : Oberscharführer Busch
- Kamil Dobrowolski : Mietek
- Attila Fritz : Jankel
- András Jeles : Josef Mengele

## Production
László Nemes commence le développement du film lors de la 22e session de la résidence de la cinéfondation en 2011. La cinéfondation est la section du Festival de Cannes consacrée aux étudiants, la résidence artistique permet aux cinéastes débutants d'apprendre à bien rédiger un scénario et à consulter des médias cinéphiles. Le film avait pour titre provisoire S.K.
Le film est alors refusé par Arte, et le Centre National de la Cinématographie refuse à Nemes une aide à l'écriture.
Le film est sélectionné en compétition officielle, c'est la première fois depuis 2011, qu'un premier long métrage est en compétition (en sélection officielle, ils sont souvent projetés à Un certain regard). Le long métrage est éligible pour la Caméra d'or.

## Accueil

### Critique
Lors de l'annonce de la sélection, le 16 avril 2015, le délégué artistique du festival de Cannes Thierry Frémaux prévient que le film divisera et fera polémique.
Le film est très apprécié par les critiques pour sa retenue et son réalisme. Le film montre la vie du camp, notamment en utilisant plus des tonalités sonores en hors-champ et en faisant appel à l'expérience sensorielle. Le film est adoubé par Claude Lanzmann, le réalisateur de Shoah qui a souvent critiqué les représentations fictionnelles de l'holocauste. Néanmoins, quelques voix discordantes se font entendre dans ce concert de louanges : le journal Libération qui regrette ce consensus et « l’absence de tout débat autour du film », et les Cahiers du cinéma, qui ont dans plusieurs articles,, reproché sa stratégie « d'immersion ».
Il a aussi été dit que des ressemblances troublantes existent avec le film The Grey Zone, comme la révolte des Sonderkommandos d’Auschwitz du 7 octobre 1944 et la découverte d'une jeune fille, vivante, sous un amas de corps dans la chambre à gaz.

### Box-office
Le film totalise en France près de 200 000 entrées.[réf. souhaitée]

## Distinctions

### Récompenses
- Festival de Cannes 2015 :
  - Grand prix
  - Prix FIPRESCI
  - Prix François Chalais
  - Prix Vulcain de l'artiste technicien de la CST pour l'ingénieur du son Tamás Zányi
- Prix du meilleur film étranger du syndicat de la critique de cinéma
- Boston Online Film Critics Association Awards 2015 : Meilleur film en langue étrangère
- New York Film Critics Circle Awards 2015 : Meilleur premier film
- National Board of Review Awards 2015 : Meilleur film en langue étrangère
- Festival international War on Screen 2015 : Prix de la mise en scène
- Golden Globes 2016 : Meilleur film en langue étrangère
- Oscars 2016 : Meilleur film en langue étrangère
- Bafta 2017 : British Academy Film Award du meilleur film en langue étrangère

### Sélections et nominations
- British Independent Film Awards 2015 : Meilleur film indépendant international
- Césars 2016 : Meilleur film étranger